# Vicia stenophylla
Vicia stenophylla är en ärtväxtart som beskrevs av Julius Rudolph Theodor Vogel. Vicia stenophylla ingår i släktet vickrar, och familjen ärtväxter. Inga underarter finns listade i Catalogue of Life.